# Porti i Durrësit
Porti i Durrësit är en hamn i Albanien.   Den ligger i prefekturen Qarku i Durrësit, i den nordvästra delen av landet, 30 km väster om huvudstaden Tirana.   Runt Porti i Durrësit är det tätbefolkat, med 331 invånare per kvadratkilometer.. 